# Donji Dabar
Donji Dabar (en serbe cyrillique : Доњи Дабар) est un village de Bosnie-Herzégovine. Il est situé dans la municipalité de Sanski Most, dans le canton d'Una-Sana et dans la fédération de Bosnie-et-Herzégovine. Selon les premiers résultats du recensement bosnien de 2013, il compte 0 habitants.

## Démographie

### Évolution historique de la population dans la localité
| 1948 | 1953 | 1961  | 1971  | 1981 | 1991 | 2013 |
| ---- | ---- | ----- | ----- | ---- | ---- | ---- |
| -    | -    | 1 383 | 1 203 | 978  | 796  | 31   |

|  |

### Communauté locale
En 1991, Donji Dabar faisait partie de la communauté locale de Dabar qui comptait 1 633 habitants, répartis de la manière suivante :